# Thietland von Einsiedeln
Thietland von Einsiedeln (OSB) (auch Tietlandus)  (* 10. Jahrhundert; † 28. Mai 964 oder 965) war von 958 bis 964 der 2. Abt des Klosters Einsiedeln.

## Leben
Thietland von Einsiedeln war zunächst als Dekan im Grossmünster von Zürich tätig. 945 trat er als Benediktinermönch in das Kloster Einsiedeln ein. Dort wurde er 958 in der Nachfolge des verstorbenen Gründerabts Eberhard von Einsiedeln zum 2. Abt gewählt. Die erste urkundliche Erwähnung Abt Thietlands findet sich für den 3. Februar 961, als Kaiser Otto I. dem Kloster sowohl Immunität als auch das Recht zur freien Abtswahl zugestand. Abt Thietland von Einsiedeln starb den Aufzeichnungen zufolge am 28. Mai 964 oder 965.